# ヴァイルバッハ (バイエルン)
ヴァイルバッハ (ドイツ語: Weilbach) は、ドイツ連邦共和国バイエルン州ミルテンベルク郡に属す市場町。オーデンヴァルトのバイエルン側に位置する。

## 地理

### 自治体の構成
この町は、公式には7つの地区 (Ort) からなる。このうち小集落や孤立農場などを除く集落を以下に列記する。
- ゲンツ
- ロイエンタール
- ヴェックバッハ
- ヴァイルバッハ

## 歴史
ヴァイルバッハは1201年に初めて文献上に記録されている。騎士のコンラート・フォン・ヴィレンバッハが主家であるドュルン家の土地問題で証人になったという記録である。デュルン家はシュタウフェン家の家人で1171年から1272年までアモールバッハ修道院の防衛を担当した。
ヴァイルバッハは、その歴史のほとんどの時期をマインツ選帝侯領として過ごした。1803年にライニンゲン侯領に含められたが、すぐにバーデン大公領に移された。1810年にヘッセン＝ダルムシュタット大公領となり、さらに1816年からバイエルン領となった。
1977年の市町村再編でヴァイルバッハはゲンツ、オールンバッハ、ヴィーゼンタール、ザンゼンホーフがヴァイルバッハに合併した。

## 行政
首長はロビン・ハーゼラーで、2020年から町長を務めている。
町議会は15議席からなる。

## 文化と見所

### 建築
教会は歴史的な町の中心に位置し、ドライレーレンブルンネン（3つの吐水管をもつ泉）を有している。半分はアモールバッハ市に属すゴットハルトの遺構からは、オーデンヴァルト越しにシュペッサルトまで見渡すことができる。

### ゴットハルトの遺構
ゴシック様式の列柱バシリカ、ゴットハルトの遺構はゴットハルトベルクの山頂にある。ここからは5つの渓谷と周囲の山々を一望することができる。フランケンの山「ゴットハルト」は波乱に満ちた歴史を有している。ここは時に盗賊騎士の砦となり、後には女子修道院となった。記録されている伝承は、714年に遡る。ガウの伯ハートルト・フォン・フランケンベルクは宣教師の聖ピルミンとアモールからゴットハルトに呼び出されたというものである。ドイツ農民戦争（1525年）では暴徒らによってゴットハルトは瓦礫の山となった。1631年には修道院長エアハルト・ランデッカーによって教会が再建された。1714年6月8日、列柱バシリカに落雷があり倒壊した。現在の遺構は1956年に修復されたものである。

### ドライレーレンブルンネン
ドライレーレンブルンネン（3つの吐水管をもつ泉）は、ヴァイルバッハ地区の中心となる十字路に面している。この泉はバロック様式のレリーフが施された大きな砂岩の水盤を有している。水は3本の管から流れ出る。この泉はヴァイルバッハの象徴的建造物であり、紋章のデザインにも用いられている。毎年謝肉祭の開幕時には、カーニバル・サークル「ヴァイルバッヒャー・フレッシュ」（ヴァイルバッハのカエル）が水を緑色に染める。

### ムートミューレ
ヴァイルバッハの北西の入り口にマインツの宮廷建築家アンブロジウス・ブロザマーが1585年に建てたルネサンス様式の水車小屋が遺されている。

### グロッケンシュピール
1991年12月、町役場に24個の鐘が取りつけられた。鐘の演奏は毎日 9:10、12:10、18:10頃から始まる。2006年6月25日以降、グロッケンシュピールは旧校庭に設けられた塔で演奏されている。このグロッケンシュピールは手でも演奏できるバイエルンでもきわめて希な例である（バイエルンで実際に演奏されるカリヨンは5つだけである）。

## 経済と社会資本
リンデ AGに属すアイゼンハンマー社の工場は19世紀初めからこの町にある。これに続いて、多くのスケールモデルを創る企業がこの町に拠点を置いている。
また、オーデンヴァルトの木材でパレットを作る会社もある。
新しい南部産業地域には、物流企業や手工業者がある。

## 人物
- ローレンツ・ブロイニヒ（1882年 - 1945年）帝国議会議員、労働組合員、NSDAPの敵とされ、ナチス政権下で迫害された。ザクセンハウゼン強制収容所で亡くなった。
- エリザベート・シュスラー＝フィオレンツァ（1938年 - ）フェミニズムの神学者。
- ノルベルト・ヴァルター（1944年 - ）経済学者。ドイツ銀行グループのチーフ・アナリスト。

## 引用
1. ↑  https://www.statistikdaten.bayern.de/genesis/online?operation=result&code=12411-003r&leerzeilen=false&language=de Genesis-Online-Datenbank des Bayerischen Landesamtes für Statistik Tabelle 12411-003r Fortschreibung des Bevölkerungsstandes: Gemeinden, Stichtag (Einwohnerzahlen auf Grundlage des Zensus 2011)
2. ↑  Bayerische Landesbibliothek Online
3. ↑  “Bürgermeisterstichwahl - Kommunalwahlen 2020 im Markt Weilbach - Gesamtergebnis”. 2021年4月23日閲覧。